# 婉貴妃 (咸豊帝)
婉貴妃（えんきひ、満洲語: ᠨᡝᠮᡤᡳᠶᡝᠨ
ᡤᡠᡳᡶᡝᡳ、転写：nemgiyen guifei、1837年 - 1894年）は、清の咸豊帝の側室。満洲正白旗の出身。姓はソチョロ（索綽羅）氏。名は招格。

## 生涯
従一品左都御史の奎照の娘。咸豊2年（1852年）、后妃選定面接試験「選秀女」を受けて合格し、常在となった。同年、貴人に進んだ。咸豊4年12月24日（西暦で1855年）、婉嬪に封ぜられた。
同治帝の即位後、皇考婉妃に尊封された。光緒帝の即位後、婉貴妃に尊封された。光緒20年（1894年）5月17日に薨去した。定陵の妃園寝に陪葬された。

## 伝記資料
- 『清史稿』
- 『晋封索綽羅貴人婉嬪冊文』
- 『尊封婉嬪索綽羅氏婉妃詔』
- 『尊封婉妃索綽羅氏婉貴妃詔』